# Francisco Álvarez Uría
Francisco Javier Álvarez Uría (* 1. Februar 1950 in Gijón) ist ein ehemaliger spanischer Fußballspieler.

## Spielerkarriere
Uría begann seine Karriere 1966 als 16-Jähriger bei Real Oviedo. Nach guten Spielen im Dress der Asturier wechselte er 1974 in die Hauptstadt zu Real Madrid. In drei Jahren bei den Königlichen konnte der Verteidiger zwei spanische Meisterschaften und einen spanischen Pokal gewinnen. 1977 wechselte Uría in seine Heimatstadt Gijón zu Sporting Gijón, wo er bis 1983 blieb, aber keinen Titel erringen konnte. Von 1983 bis 1984 ließ der Spanier seine Karriere bei seinem Stammklub Real Oviedo ausklingen.
International spielte Uría 14-mal für die spanische Auswahl. Er nahm an der Fußball-Weltmeisterschaft 1978 in Argentinien teil; bei dieser WM schieden die Spanier in der ersten Gruppenphase als Gruppendritter aus. Weiters nahm der Verteidiger an der Fußball-Europameisterschaft 1980 in Italien teil, wo die Spanier ebenfalls in der Vorrunde, diesmal als Gruppenletzter, ausschieden.

## Erfolge
- Spanischer Meister (2): 1974/75, 1975/76
- Spanischer Pokalsieger (1): 1975